# Новогорское (сельское поселение)
Новогорское — упразднённое муниципальное образование со статусом сельского поселения в составе Граховского района Удмуртии.
Административный центр — село Новогорское.
Законом Удмуртской Республики от 17.05.2021 № 47-РЗ к 30 мая 2021 года упразднено в связи с преобразованием муниципального района в муниципальный округ.

## Местное самоуправление
Муниципальное образование действует в соответствии с ФЗ-131 «Об общих принципах организации местного самоуправления в Российской Федерации», согласно уставу муниципального образования и имеет трёхуровневую структуру органов местного самоуправления:
1. Глава муниципального образования — Кулаков Сергей Алексеевич
2. Представительный орган — Совет депутатов муниципального образования, состоит из 11 депутатов
3. Исполнительно-распорядительный орган — администрация муниципального образования

## Географические данные
Находится на востоке района, граничит:
- на севере с Котловским сельским поселением
- на западе с Каменским сельским поселением
- на востоке с Алнашским районом Удмуртии и республикой Татарстан
- на юге с Верхнеигринским сельским поселением

По территории поселения протекают реки: Ерыкса, Тыловайка, Возжайка, Сайка и Кокшанка.
Общая площадь поселения — 14 981 гектар, из них сельхозугодья — 10 051 гектар.

## История
Муниципальное образование создано 1 января 2006 года в результате муниципальной реформы. Предшественник — Новогорский сельсовет Граховского района.

### Новогорский сельсовет
Новогорский сельсовет образован в 1920 году. В 1950-е годы в процессе «укрупнения» сельсоветов в его состав вошли: Верхне-Кокшанский сельсовет в 1954 году и Мари-Возжайский сельсовет в 1959 году. В 1982 году из состава Новогорского сельсовета был выделен Макаровский сельсовет.

## Население
| 2010  | 2012  | 2013  | 2014  | 2015  | 2016  | 2017  |
| ----- | ----- | ----- | ----- | ----- | ----- | ----- |
| 1283  | ↘1231 | ↘1187 | ↘1157 | ↘1110 | ↘1106 | ↘1083 |
| 2018  | 2019  | 2020  |       |       |       |       |
| ↘1050 | ↘1018 | ↘952  |       |       |       |       |

## Населенные пункты
| Название        | Тип населённого пункта           | Население 2003 год               | Почтовый индекс                  | ОКАТО                            |
| --------------- | -------------------------------- | -------------------------------- | -------------------------------- | -------------------------------- |
| Новогорское     | Село, административный центр     | 625                              | 427744                           | 94 212 844 001                   |
| Мари-Возжай     | Деревня                          | 448                              | 427743                           | 94 212 844 005                   |
| Большая Ерыкса  | Деревня                          | 255                              | 427743                           | 94 212 844 002                   |
| Кокшан          | Деревня                          | 119                              | 427744                           | 94 212 844 004                   |
| Нижний Тыловай  | Деревня                          | 91                               | 427743                           | 94 212 844 007                   |
| Соловьёвка      | Деревня                          | 40                               | 427741                           | 94 212 844 010                   |
| Новая Бондюга   | Деревня                          | 36                               | 427744                           | 94 212 844 006                   |
| Верхний Выселок | Деревня                          | 36                               | 427743                           | 94 212 811 001                   |
| Русский Тыловай | Деревня                          | 20                               | 427742                           | 94 212 844 008                   |
| Нижняя Сайка    | Деревня                          | 16                               | 427741                           | 94 212 837 001                   |
| Верхняя Сайка   | Снята с учёта в 1984 году        | Снята с учёта в 1984 году        | Снята с учёта в 1984 году        | Снята с учёта в 1984 году        |
| Нижний Кокшан   | Часть деревни Кокшан с 1964 года | Часть деревни Кокшан с 1964 года | Часть деревни Кокшан с 1964 года | Часть деревни Кокшан с 1964 года |
| Новая Полянка   | Снята с учёта в 1967 году        | Снята с учёта в 1967 году        | Снята с учёта в 1967 году        | Снята с учёта в 1967 году        |
| Тайшинер        | Снята с учёта в 1973 году        | Снята с учёта в 1973 году        | Снята с учёта в 1973 году        | Снята с учёта в 1973 году        |
| Юрино           | Снята с учёта в 1978 году        | Снята с учёта в 1978 году        | Снята с учёта в 1978 году        | Снята с учёта в 1978 году        |